# Лејк Лилијан (Минесота)
Лејк Лилијан (енгл. Lake Lillian) град је у америчкој савезној држави Минесота.

## Демографија
По попису из 2010. године број становника је 238, што је 19 (-7,4%) становника мање него 2000. године.
| Група             | 2000.       | 2010.       |
| Белци             | 246 (95,7%) | 229 (96,2%) |
| Афроамериканци    | 0 (0,0%)    | 1 (0,4%)    |
| Азијати           | 0 (0,0%)    | 1 (0,4%)    |
| Хиспаноамериканци | 11 (4,3%)   | 5 (2,1%)    |
| Укупно            | 257         | 238         |